# Kaveh Mehrabi
Kaveh Mehrabi (persisch کاوه مهرابی; * 5. Mai 1982 in Teheran) ist ein ehemaliger professioneller iranischer Badmintonspieler und war Teilnehmer bei den Olympischen Sommerspielen 2008.
2003 ging Mehrabi nach Kopenhagen, wo er der erste professionelle iranische Badmintonspieler an der International Badminton Academy wurde. Mehrabi nahm an den Badmintonweltmeisterschaften 2007 (BWF World Championships) im Einzel teil, wo er jedoch in der ersten Runde von Dicky Palyama aus den Niederlanden mit 21-15 und 21-13 besiegt wurde. Seine beste Platzierung in der Weltrangliste war Rang 59. 2007 siegte er bei den South Africa International.